# 키타가와 료하
키타가와 료하(北川 綾巴,きたがわ りょうは, 1998년 10월 9일 - )는 일본 여성 아이돌 그룹 전 SKE48 팀S 리더, 전 AKB48 팀4의 멤버이다. 그룹을 졸업한 이후에는 유튜버로서 활동을 하고 있다.

## 개요
- 전 SKE48 팀S 리더 / 전 AKB48 팀4 멤버. GARO 주식회사 소속.

## 내력
2015년
- 5월부터 6월에 걸쳐 실시된 《AKB48 41st 싱글 선발 총선거》에서는 66위로, 업커밍 걸즈에 선출되었다[1].

2019년
- 9월 30일, SKE48를 졸업.